# Bitva u Čížové
Bitva u Čížové byla menším válečným střetem mezi císařskými oddíly armády polního maršála Jana Jiřího Kristiána z Lobkowicz a jednotkami francouzské armády spadající pod velení maršála Maurice de Saxe v první fázi válek o rakouské dědictví. Odehrála se 22. listopadu 1741 na okraji obce Čížová nedaleko Písku v jihozápadních Čechách. Francouzi tvořící zadní voj tažení kurfiřta Karla Albrechra Bavorského na Prahu zde byli překvapeni rychlým útokem uherské jízdy a utrpěli ztráty přes 300 mužů. 

## Před bitvou
Krátce po nástupu na trůn roku 1740 musela císařovna Marie Terezie čelit alianci států, které usilovaly o co největší oslabení Rakouska. Habsburské armády sváděly boje o rakouské Nizozemí s Francouzi a o své italské državy se Španěly.  Ze západu monarchii napadli Bavoři a Sasové, podporovaní silným francouzským kontingentem, a ze severu úhlavní nepřítel, vojensky silné Prusko, nepřímo podporované Švédskem. Z původně lokální války o Slezsko, nazývané též první slezská válka mezi Pruskem a Rakouskem, vzešel celoevropský zápas, pojmenovaný jako Válka o rakouské dědictví.
Bavorsko a Sasko zpochybnilo nástupnictví Marie Terezie a v zápase o panovnický titul podpořilo Karla Albrechta Bavorského, který odcestoval spolu s vojskem ku Praze, kde se hodlal nechat korunovat českým králem. Sem jednotky Bavorů, Francouzů a Sasů dosáhly v říjnu a zahájili okupaci trvající až do roku 1742. V říjnu 1741 se bavorsko-francouzská vojska vydala od St. Pöltenu a zamířila na České Budějovice. U Plzně se potom spojila s dalšími sbory, které táhly do Čech od západu. Od severu přes Lovosice postupovali Sasové.

## Průběh střetnutí
19. listopadu rozbila u Prahy ležení bavorsko-francouzská vojska, Sasové pak dorazili až 24. listopadu. V dalších dnech pak ku Praze přicházely voje francouzských a bavorských vojsk připravených krýt týl přesouvající se armády. Ty při postupu obsadily Písek, který opustili 21. listopadu. Vstříc těmto silám směřovala armáda pod velením polního maršála Jana Jiřího Kristiána z Lobkowicz postupující ze svých původních pozic u Plzně.
U obce Čížová nedaleko Písku se obě armády přiblížily natolik, aby 22. listopadu oddíl uherských husarů, kteří stihli dorazit Lobkowicze podpořit, mohl provést bleskový útok na francouzské pěší oddíly mezi Čížovou a Zlivicemi. Francouzi zde utrpěli ztrátu více než tři sta zabitých a mnoho zraněných vojáků, výše ztrát na rakouské straně nejsou známy. Padlí byli pohřbeni v hromadném hrobě u Čížové.

## Hodnocení bitvy

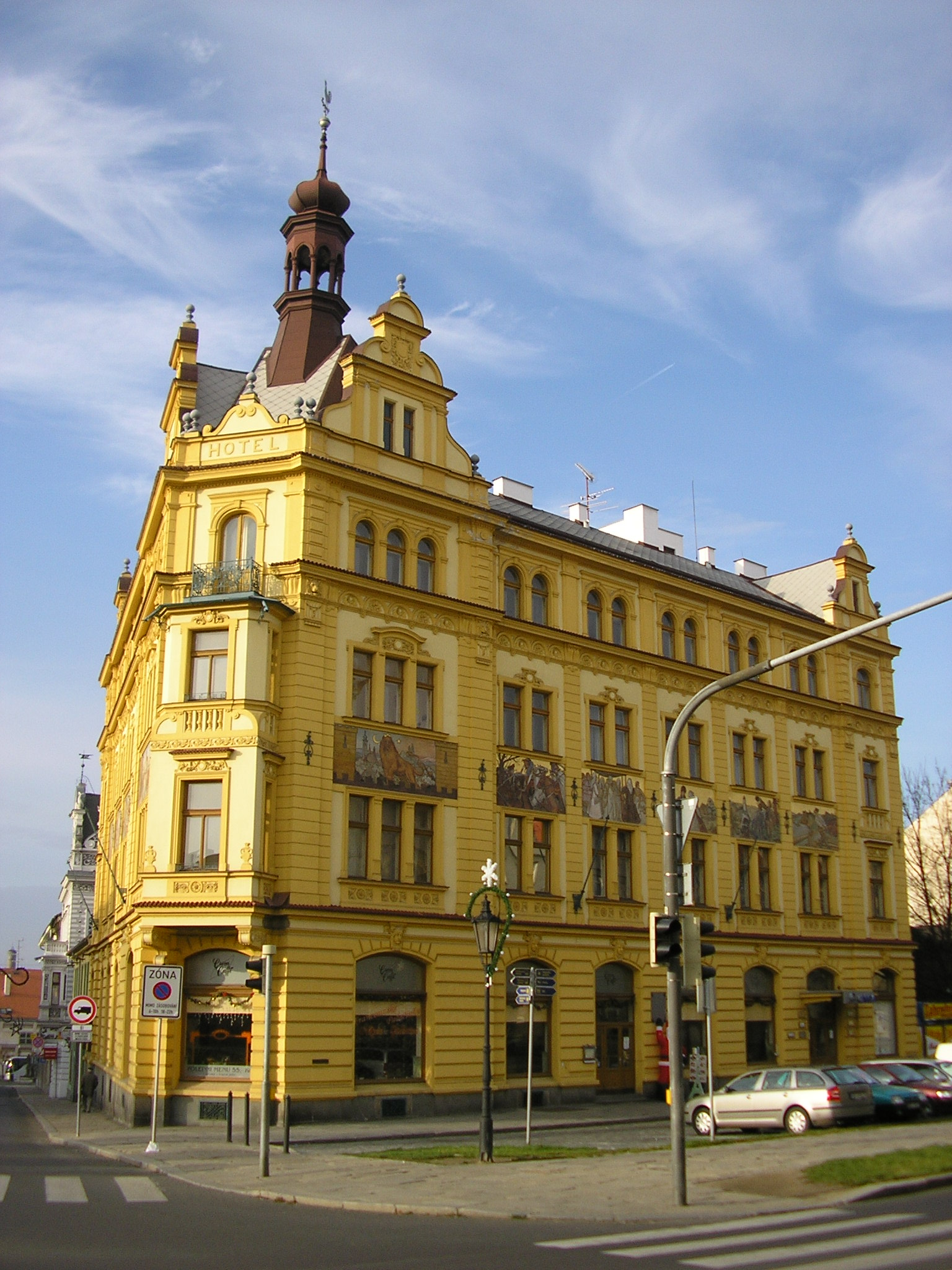
Hotel Otava v Písku, sgrafito znázorňující uherský útok u Čížové druhé zprava

Pro invazní vojsko nicméně nebyl střet nijak zásadním ohrožením tažení. Prahu pod velením vojenského velitele hraběte Ogilvyho pak 26. listopadu po nočním útoku dobylo a v prosinci 1741 zde byl Karel Albrecht korunován vzdorokrálem. Lobkovicovy vojenské akce a problémy se zásobováním nicméně vynutily odchod bavorských, saských a francouzských jednotek z Prahy a následně též z Čech. Hlavní tíhu bojů zde pak převzala především pruská armáda pod velením krále Fridricha II., který bojový výpad do Čech vítězně zakončil v bitvě u Chotusic 17. května 1742. Války o rakouské dědictví pak ovšem pokračovaly až do roku 1748. 
Na místě bitvy byl vybudován mohutný kříž připomínající zdejší události, který za dobu své existence několikrát zanikl a byl následně obnoven.
Bitvu u Čížové připomíná jedno z jedenácti sgrafitových fresek od Mikoláše Alše umístěných na fasádě hotelu Otava v Písku vystavěného roku 1899. 